# Hinzberg
Hinzberg är ett berg i Antarktis. Det ligger i Östantarktis. Nya Zeeland gör anspråk på området. Toppen på Hinzberg är 670 meter över havet, eller 35 meter över den omgivande terrängen. Bredden vid basen är 1,7 km.
Terrängen runt Hinzberg är huvudsakligen kuperad, men västerut är den bergig. Havet är nära Hinzberg åt sydost. Trakten är glest befolkad. Närmaste befolkade plats är Enigma Lake Station, 12,8 kilometer söder om Hinzberg. 